# Nicolaj Kopernikus
Nicolaj Kopernikus mit Künstlernamen, eigentlicher Name Nicolaj Christiansen (* 9. August 1967 in Glostrup, Dänemark) ist ein dänischer Schauspieler und Synchronsprecher.

## Leben
Kopernikus (eigentlich Nicolaj Christiansen) wuchs als Sohn des Architekten Jørn Christiansen und seiner Frau Hanne Løcke Christiansen, geborene Sabroe Andersen auf dem Lande auf. Ursprünglich wollte Kopernikus ein Landwirt werden und arbeitete in jungen Jahren als Helfer auf einem Bauernhof. Er selbst besaß bereits im Alter von 14 Jahren etwa 50 eigene Schweine und ein paar Kühe. Später nach seinem Schulabschluss gab er die Idee in der Landwirtschaft zu arbeiten jedoch wieder auf und nahm stattdessen als Erwachsener eine Stelle als Techniker am Rialto Teatret in Frederiksberg an. Er absolvierte 1994 an Schule des Odense Teater eine Schauspielausbildung und gab sich zu Beginn seiner Karriere den Künstler-Nachnamen Kopernikus in Anlehnung an den Astronomen Nikolaus Kopernikus. Anschließend trat er in verschiedenen Häusern, wie unterem im Café Teatret, Mammutteatret, Aalborg Teater, Husets Teater, Dr. Dantes Teater, Betty Nansen Teatret, Teatret ved den Sorte Hest und am Det Kongelige Teater auf. Am Gladsaxe Teater spielte er 2005 die Hauptrolle des Hans Christian Andersen in der Aufführung Mit eventyr und bekam ebenfalls eine größere Aufmerksamkeit für seinen Auftritt in Lars Noréns Theaterstück Personenkreis 3.1.
Seinen Durchbruch in der Filmbranche erreichte er in Jonas Elmers Werk Let’s Get Lost und ebenso eine landesweite Bekanntheit durch seinen Auftritt 1996 in der dänischen Fernsehserie Charlot og Charlotte. Nicolaj Kopernikus wurde 2001 mit dem Bodil in der Kategorie Bester Nebendarsteller für seinen Auftritt in dem Film Bænken ausgezeichnet. Einen weiteren bekannten Auftritt hatte er in der Rolle als Vagn Skærbæk in Serie Kommissarin Lund – Das Verbrechen. Für diesen Auftritt wurde er im Dezember 2007 mit dem Ove-Sprogøe-Preis ausgezeichnet.
Des Weiteren trat Kopernikus im Radioprogramm Mads og monopolet bei dänischen Hörfunksender DR P3 auf und wirkte als dänischer Synchronsprecher in mehreren Animations- und Zeichentrickfilmen und Kinder- und Jugendfilmen mit.
Kopernikus war 24 Jahre mit der Choreografin und Schauspielerin Birgitte Næss-Schmidt verheiratet. Das inzwischen geschiedene Paar hat drei gemeinsame Kinder.

## Filmografie
- 1995: Who’s Hitler? (Kurzfilm)
- 1996: Charlot og Charlotte (Fernsehserie)
- 1997: Let’s Get Lost
- 1998: Den blå munk
- 2000: Bænken
- 2000: Juliane
- 2000: Max
- 2000: Fruen på Hamre
- 2001: Flyvende farmor
- 2001: Grev Axel
- 2001: Monas Verden
- 2002: Hvor svært kan det være
- 2002: Unit One – Die Spezialisten (Rejseholdet, Fernsehserie)
- 2002: Okay
- 2003: Se dagens lys
- 2004: King’s Game (Kongekabale)
- 2004: In deinen Händen (Forbrydelser)
- 2004: Villa Paranoia
- 2004–2005: The Fairytaler
- 2005: Opbrud
- 2005: Dark Horse (Voksne mennesker)
- 2006: Lotto
- 2006: Das Genie und der Wahnsinn (Sprængfarlig bombe)
- 2007: Hjemve
- 2007: Til døden os skiller
- 2007: Insel der verlorenen Seelen (De fortabte sjæles Ø)
- 2007: Kommissarin Lund – Das Verbrechen (Forbrydelsen, Fernsehserie)
- 2010: Die Wahrheit über Männer (Sandheden om mænd)
- 2010: Die Olsenbande in feiner Gesellschaft (Olsen-banden på de bonede gulve, Animationsfilm dänische Stimme als Benny Frandsen)
- 2011: Klassefesten
- 2011: Die Brücke – Transit in den Tod (Broen, Fernsehserie)
- 2012: Viceværten
- 2013: Tvillingerne og Julemanden
- 2013: Die Olsenbande auf hoher See (Olsen Banden på dybt van, Animationsfilm, dänische Stimme als Benny Frandsen)
- 2014: Klassefesten 2
- 2014: Inspector Barnaby (Fernsehserie, 100. Folge)
- 2014–2015: Heartless (Fernsehserie)
- 2015: The Stranger (Kurzfilm)
- 2015: Wendyeffekten
- 2016: Klassefesten 3: Dåben
- 2017: Flashback (Fernsehserie)
- 2017: Nipskanalen (Fernsehserie)
- 2017: Vitello (Animationsfilm, dänische Stimme als Gregor)
- 2018: Advokaten (Fernsehserie)
- 2022: Chosen (Fernsehserie)